# Radio Treby
Ej att förväxla med Radio Trestad, ett tidigare namn för P4 Väst.
Radio Treby är en radiostation i Västra Götalands län baserad i Vara. Stationen spelar blandad populärmusik med lokala inslag. Stationen sänder på närradiotillstånd.
Radio Trebys sändningar startade 2008 på Vara närradio 87,8 MHz. Från 2010 inleddes sändningar på 97,0 MHz över Vårgårda med omnejd. Sändaren i Skara startades 2011. Under 2016 inleddes ett samarbete med Tidaholms närradio samt Lidköpings närradio, på dessa sändare delar dock stationen sändningstider med andra föreningar. Sedan december 2018 hörs Radio Treby även över tvåstadsområdet på frekvensen 107,4 MHz. I januari 2019 driftsattes sändaren i Mariestad på 92,4 MHz och i slutet av maj samma år så startades 95,8 MHz med täckning över Tibro och Skövde. I mitten av augusti 2019 bytte Radio Treby frekvens på Skara-sändaren från 105,3 MHz till 101,4 MHz.

## Frekvenser
- Vara – 87,8 MHz (delar sändningstid med Radio Vara)
- Grästorp – 91,5 MHz (med täckning även i Tvåstadsregionen)
- Mariestad – 92,4 MHz
- Lerum – 91,4 MHz
- Lidköping – 93,8 MHz (delar sändningstid med Radio Lidköping)
- Tibro – 95,8 MHz (med täckning även i Skövde)
- Vårgårda – 97,0 MHz
- Alingsås – 98,6 MHz (delar sändningstid med Radio Alingsås)
- Tidaholm – 101,6 MHz (delar sändningstid med Radio Tidaholm)
- Skara – 101,4 MHz